# Артиг (Горњи Пиринеји)
Артиг (фр. Artigues) насеље је и општина у јужној Француској у региону Миди Пирене, у департману Горњи Пиринеји која припада префектури Аржеле Газо.
По подацима из 2011. године у општини је живело 24 становника, а густина насељености је износила 16,44 становника/km². Општина се простире на површини од 1,46 km². Налази се на средњој надморској висини од 600 метара (максималној 860 m, а минималној 485 m).

## Демографија
| 1962. | 1968. | 1975. | 1982. | 1990. | 1999. | 2011. |
| ----- | ----- | ----- | ----- | ----- | ----- | ----- |
| 23    | 30    | 30    | 27    | 24    | 29    | 24    |

График промене броја становника у току последњих година